# Club Bàsquet Sant Antoni
El  Club Bàsquet Sant Antoni  , es un club de baloncesto de las Islas Baleares, con sede en San Antonio Abad, Ibiza, con equipos de cantera y que juega en liga LEB Plata.

## Historia

### Liga EBA
Fundado en 1998, en la temporada 2020-21, el Club Bàsquet Sant Antoni, debuta por primera vez en su historia en la Liga EBA, en concreto en el grupo C (Cataluña, Aragón e Islas Baleares), quedando en primera posición de su grupo y clasificándose para los play-off de ascenso a la Liga LEB Plata. Jordi Grimau ejercería de jugador y director deportivo al mismo tiempo.
En mayo de 2021, en los play-offs de ascenso a la Liga LEB Plata, quedaría apeado del ascenso al perder frente al filial del Baloncesto Fuenlabrada, pero en julio de 2021, el conjunto ibicenco aceptaría una de las plazas que quedaron vacantes.

### Liga LEB Plata
En la temporada 2021-22, el Club Bàsquet Sant Antoni hizo su debut en la Liga LEB Plata. Tras un destacado inicio, en el que se posicionaron primeros al final de la primera vuelta, se clasificaron para la final de la Copa LEB Plata, donde fueron superados por el Zornotza ST con un marcador de 66-64. Concluyeron su primera temporada en la competición alcanzando los play-offs de ascenso, aunque fueron eliminados en la primera ronda por el Club Baloncesto Clavijo.
Durante la temporada 2022-23, el equipo finalizó en cuarta posición en la liga regular. Aunque avanzaron a los play-offs de ascenso a la LEB Oro, cayeron nuevamente en la primera ronda, esta vez frente al Club Baloncesto Ciudad de Ponferrada.
En la temporada 2023-24, el club alcanzó la segunda posición al final de la liga regular. En los play-offs de ascenso, lograron superar la primera ronda, enfrentándose al CAM Enrique Soler, y en la segunda ronda superaron a CB L'Horta Godella. Posteriormente, llegaron a la semifinal que decidía el equipo que ascendería, enfrentándose al Club Baloncesto Morón. Sin embargo, tras un polémico último partido, el Club Bàsquet Sant Antoni no consiguió el ascenso a la Primera FEB.

## Instalaciones
El Club Bàsquet Sant Antoni juega en el Polideportivo Sa Pedrera, situado en la Carretera de Santa Agnès, 15, 07820 San Antonio Abad, Islas Baleares, con capacidad para 1100 espectadores.

## Temporadas
- 2020-2021 Sant Antoni Ibiza Feeling - EBA Grupo C [1º]
- 2021-2022 Sant Antoni Ibiza Feeling - LEB Plata Grupo Este [3º]
- 2022-2023 Class Bàsquet Sant Antoni - LEB Plata Grupo Este [4º]
- 2023-2024 Class Bàsquet Sant Antoni - LEB Plata Grupo Este [2º]
- 2024-2025 Class Bàsquet Sant Antoni - Segunda FEB Grupo Este

## Entrenadores
- 2020  Pablo Sánchez
- 2020-2023  Carlos Flores
- 2023 - Actualidad  David Barrio

## Presidentes
- 2020-Actualidad  Vicente Costa